# Eustomias radicifilis
Eustomias radicifilis es una especie de pez de la familia Stomiidae en el orden de los Stomiiformes.

## Hábitat
Es un pez de mar y de aguas profundas que vive hasta 1.200 m de profundidad.

## Distribución geográfica
Se encuentra en el  Atlántico occidental central (33 ° N, 64 ° W).